# Aleksandr Vasil'evič Ševčenko

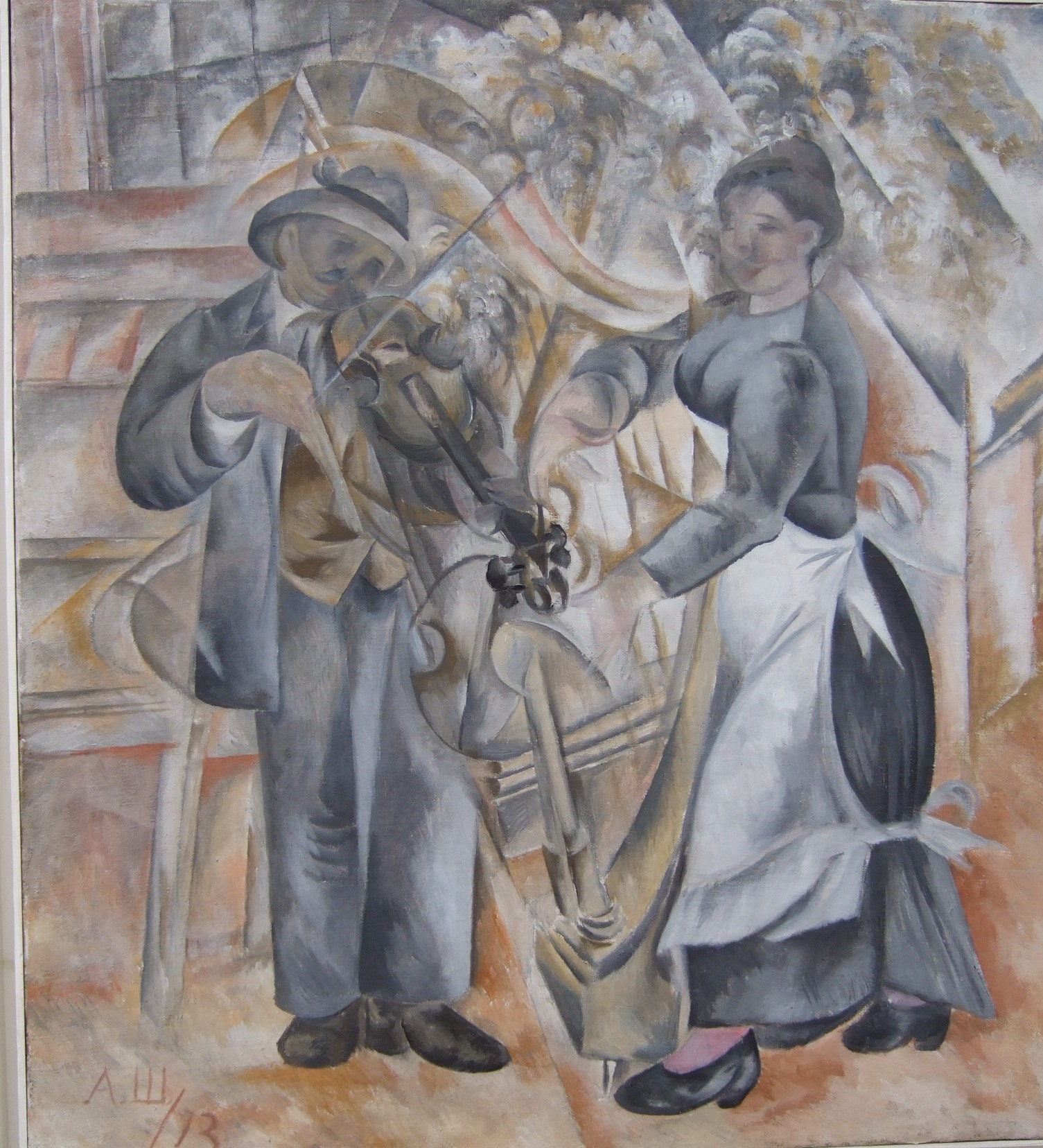
Musicisti di Ševčenko

Aleksandr Vasil'evič Ševčenko (in russo Александр Васильевич Шевченко?, in ucraino Олександр Васильович Шевченко?, Oleksandr Vasyl'ovyč Ševčenko; Charkiv, 7 giugno 1883 – Mosca, 28 agosto 1948) è stato un pittore e filosofo russo-ucraino di avanguardia.

## Biografia
Nel 1890-1898 studiò alla Regia scuola di Charkiv, fu allievo del pittore Dmytro Bezperčyj.
Dal 1905 al 1906 studiò all'Académie Julian di Parigi.
Durante il 1907-1909 studiò alla Scuola di pittura di Mosca.
Nel 1913 scrisse il libro Neo-primitivizm, da cui il movimento artistico ucraino e russo neo-primitivismo prende il nome.